# Автостанція № 2 «Центральний ринок»
Автоста́нція № 2 «Центральний ринок» — одна з автостанцій Харкова. Розташована в центральній частині міста, в районі Центрального ринку за адресою: вулиця Гостиний Двір, 12. До 2024 року мала назву — «Суздальські Ряди».

## Історія
Автостанція відкрита на початку 1960-х років. З часу відкриття від автостанції відправлялися приміські автобуси у напрямку Дергачів, Золочева, Люботина, Богодухова, Мерефи, внутрішньообласні тв міжобласні маршрути Бєлгородського, Богодухівського та Сумського напрямку. З серпня 1973 року автобуси Бєлгородського напрямку почали відправлятися з нової автостанції № 4 у Лісопарку.
Приміські автобуси Люботинського та Солоницівського напрямку були перенаправлені до автостанції № 8 «Холодна Гора».

## Маршрути
Міждержавні (скасовані з 24 лютого 2022 року)
- Харків — Бєлгород;
- Харків — Грайворон.

Міжобласні
- Дніпропетровська область (Тернівка);
- Полтавська область (Зіньків, Котельва, Лохвиця, Миргород, Чорнухи);
- Сумська область (Велика Писарівка, Гадяч, Глухів, Краснопілля, Кролевець, Лебедин, Охтирка, Ромни, Суми, Шостка);
- Чернігівська область (Короп, Прилуки, Талалаївка).

Міжрайонні
З автостанції здійснюється сполучення у:
- Богодухівський район (Богодухів, Валки, Гути, Коломак, Краснокутськ, Майдан, Новоселівка, Шарівка);
- Золочівський район (Олександрівка, Золочів, Сотницький Козачок);
- Красноградський район (Красноград, Миколо-Комишувата, Парасковія, Сахновщина, Старовірівка);
- Лозівський район (Близнюки, Лозова, Первомайський)
- Харківський район (Мерефа, Нова Водолага, Охоче).

Приміські
- Харків — Дергачі, Караван, Козача Лопань, Огульці, Прудянка, Слатине.